# برجي ميرو
برجي ميرو التوأمان والمعروفان أيضًا باسم أبراج كنيسة ميرو هو مشروع تطوير عقاري مُخطط له في مدينة ميرو، عاصمة مقاطعة ميرو في شرق كينيا. البرجان التوأمان متعددا الاستخدامات مملوكان لشركة التطوير العقاري «Jesus House of Praise International Church».

## موقعه
سيتم إنشاء ناطحة السحاب على بعد حوالي 1.6 كيلومتر (1 ميل)، بالطريق البري، جنوب منطقة الأعمال المركزية في مدينة ميرو، على طول طريق ميرو - إمبو - نيروبي. يبلغ طول هذه المسافة حوالي 225 كيلومتر (140 ميل)، بالطريق البري، شمال شرق نيروبي، عاصمة كينيا. يقع الموقع مباشرة جنوب نهر كاثيتا، إلى الشرق من الطريق، عند اقترابك من ميرو من إمبو. إحداثيات المبنى هي: 0°02'32.0"N، 37°39'13.0"E (خط العرض: 0.042222؛ خط الطول: 37.653611).
تبلغ مساحة موقع البناء حوالي 1 أكر (0.40 ها). من المتوقع أن يضم المبنى متاجر تجزئة، ومساحات مكتبية، وشققًا فندقية، وفنادق، وصالة رياضية، ومسبحًا. ويتسع الطابقان السفليان لما يصل إلى 200 سيارة متوقفة. بالإضافة إلى ذلك، سيضم المبنى قاعات للكنيسة، ومرافق للمؤتمرات، وقاعات اجتماعات، ومرافق أخرى، بما في ذلك مطاعم، وسوبر ماركت.
تمت الموافقة على المشروع من قبل جمعية مستخدمي موارد المياه وتم اعتماده من قبل كيفن موسيجا، من شركة ليكرز للاستشارات المحدودة، الذي أجرى دراسة تقييم الأثر البيئي والاجتماعي.

## تكاليف بناءه
اعتبارًا من نوفمبر 2018، تم تقدير تكاليف البناء بمبلغ 4.52 مليار شلن كيني (45.2 مليون دولار أمريكي).